# 후루카와 요스케
후루카와 요스케(일본어: 古川 陽介, 2003년 7월 16일~)는 일본의 축구 선수이다.

## 구단 경력
그는 2022년 주빌로 이와타에 입단했다. 2024년까지 59경기에 출전하여, 4득점을 넣었다. 2024년 구르니크 자브제로 이적했다. 2025년 SV 다름슈타트 98로 이적했다.